# Zlatko Burić
Pour les articles homonymes, voir Burić.
Zlatko Burić, né le 13 mai 1953 à Osijek (Croatie), est un acteur croato-danois.

## Biographie
Zlatko Burić est né le 13 mai 1953 à Osijek (Croatie).

### Carrière
En 1996, il obtient son premier rôle au cinéma dans le film Pusher, où il incarne Milo, un baron de la drogue d'origine serbe. Réalisé par Nicolas Winding Refn (qui collaborera régulièrement avec Burić par la suite), le film est un succès au Danemark et le dévoile au grand public. Grâce à son interprétation, il recevra le Bodil du meilleur acteur.
En 1999, il retrouve Refn pour Bleeder, dans lequel il incarne Kitjo, le patron d'un vidéo-club. En 2004, il reprend le rôle de Milo pour faire une courte apparition dans Pusher 2 : Du sang sur les mains.
En 2005, il reprend pour la troisième fois le rôle de Milo dans Pusher 3 : L'Ange de la mort. Dans ce troisième et dernier film de la trilogie Pusher, Burić interprète le rôle principal.
En 2009, il apparait dans le film apocalyptique 2012, dans le rôle de Yuri Karpov, un milliardaire russe.
En 2012, il reprend une fois de plus le rôle de Milo pour le remake du premier Pusher, intitulé Pusher, réalisé par Luis Prieto (en).
En 2023 il est membre du jury des longs-métrages du 29e Festival du film de Sarajevo.

### Vie privée
En 1981, avec sa femme Dragana Milutinović, il quitte la Croatie pour le Danemark. Ils se sont mariés le 7 octobre 1998 et ont eu trois enfants[réf. nécessaire].

## Filmographie

### Cinéma

#### Longs métrages
- 1996 : Pusher de Nicolas Winding Refn : Milo
- 1997 : Sinan's Wedding (Sinans bryllup) d'Ole Christian Madsen : Le père de Sinan
- 1998 : La Nuit des vampires (Nattens engel) de Shaky González : Le chauffeur de taxi
- 1998 : Baby Doom de Peter Gren Larsen : Lazlo
- 1999 : Bleeder de Nicolas Winding Refn : Kitjo
- 1999 : Les Aventures de Tsatsiki (Tsatsiki, morsan och polisen) d'Ella Lemhagen : Le père de Tsatsiki
- 2000 : Gloups ! je suis un poisson (Hjaelp, jeg er en fisk) de Michael Hegner et Stefan Fjeldmark : Le chauffeur de bus (voix)
- 2001 : En kort en lang d'Hella Joof : Le chauffeur de taxi
- 2002 : One Hell of a Christmas de Shaky González : Ibrahim
- 2003 : Dirty Pretty Things de Stephen Frears : Ivan
- 2003 : Kærlighed Ved Første Hik 3 - Anja efter Viktor de Charlotte Sachs Bostrup : Tato-Mogens
- 2004 : Pusher 2 : Du sang sur les mains (Pusher II: With Blood on My Hands) de Nicolas Winding Refn : Milo
- 2005 : Pusher 3 : L'Ange de la mort (Pusher III: I'm the Angel of Death) de Nicolas Winding Refn : Milo
- 2005 : Bag det stille ydre de Martin Schmidt : Drago
- 2007 : Pistoleros de Shaky González : Ivan
- 2008 : Himmerland de James Barclay : Stipe
- 2009 : 2012 de Roland Emmerich : Yuri Karpov
- 2011 : Mineurs 27 de Tristan Aurouet : Milos
- 2012 : St George's Day de Frank Harper : Vladimir Sukhov
- 2012 : Pusher de Luis Prieto : Milo
- 2014 : Kolbøttefabrikken de Morten Boesdal Halvorsen : Omar
- 2014 : Kosac de Zvonimir Juric : Rodic
- 2014 : Montana de Mo Ali : Slavko
- 2015 : Aventures Canadiennes (Min søsters børn og guldgraverne) de Niels Nørløv Hansen : Fred
- 2015 : Iqbal & den hemmelige opskrift de Tilde Harkamp : Baba Ganus
- 2015 : Iqbal & superchippen d'Oliver Zahle : Baba Ganus
- 2016 : Ne gledaj mi u pijat d'Hana Jušić : Lazo
- 2017 : Alle for tre de Rasmus Heide : Mr Pelliccia
- 2018 : Teen Spirit de Max Minghella : Vlad
- 2018 : Kursk de Thomas Vinterberg : Kulkin
- 2018 : Comic Sans de Nevio Marasovic : Bruno Despot
- 2018 : Iqbal & den indiske juvel d'Oliver Zahle : Baba Ganus
- 2019 : Killerman de Malik Bader : Perico
- 2019 : Dopunska nastava d'Ivan-Goran Vitez : Mr Drago
- 2021 : Mayday de Karen Cinorre : Max
- 2022 : Sans filtre (Triangle of Sadness) de Ruben Östlund : Dimitry
- 2022 : Miss Viborg de Marianne Blicher : Le chauffeur (voix)
- 2023 : København findes ikke de Martin Skovbjerg : Porath
- 2023 : Pamtim samo sretne dane de Nevio Marasovic : Zdenek
- 2023 : Bosanski lonac de Pavo Marinkovic : Kuhar
- 2024 : Wolfs de Jon Watts : Dimitri
- 2024 : Rumours, nuit blanche au sommet (Rumours) de Guy Maddin et Evan et Galen Johnson : Jonas Glob, le président du Conseil européen
- 2025 : Superman de James Gunn : le président de la Boravie

#### Courts métrages
- 2001 : Woyzecks sidste symfoni de Nikolaj Arcel : Woyzeck Lotzki
- 2001 : Meningen med Flemming d'Ole Stenum : Thomas
- 2003 : Cirkus d'Erik Richter Strand : Ringleader Rondini
- 2003 : Covac d'Adam Hashemi : Le scientifique
- 2006 : Radio Raheem de Jesper Skouboelling et Kenneth Skouboelling : Le propriétaire du magasin
- 2008 : La promesse (Löftet) d'Anders Osterballe : Goran
- 2009 : Najpametnije naselje u drzavi d'Ivan Ramljak et Marko Skobalj : Pjer Kravosas
- 2010 : Sirkus de Guro Bruusgaard : Beli
- 2011 : Cvijet bitke de Simon Bogojevic-Narath : L'illusionniste (voix)
- 2018 : Otac de Tomislav Soban : Otac

### Télévision

#### Séries télévisées
- 1997 - 1999 : Taxa : Meho Selimoviz
- 2001 : Sjätte dagen : Le veilleur de nuit
- 2006 : Johanne i Troldeskoven : Un troll
- 2010 : Den 2. side : Onkel Lars
- 2014 : 1864 : Ignazio
- 2016 : Patrola na cesti : Vuko
- 2018 : Snatch : Beni Ladrani
- 2020 : Strike Back : Oncle Molina
- 2021 : La Fille de Kiev (Sutnja) : Igor Kozul
- 2022 : Copenhagen Cowboy : Miroslav
- 2024 : Jana : Marked for Life (Jana - Märkta för livet) : Gavril Bolanaki
- 2024 : Opération Sabre : Zarko Illic

## Distinctions

### Récompenses
- Bodil Award 1997 : meilleur acteur pour Pusher
- Prix du cinéma européen 2022 : Meilleur acteur pour Sans filtre
- Prix Guldbagge 2023 : Meilleur acteur dans un second rôle pour Sans filtre

### Nominations
- Festival du film de Sarajevo 2022 : Meilleur acteur dans un second rôle dans une série dramatique pour La Fille de Kiev